# Tam Trà
Tam Trà is een xã in het district Núi Thành, een van de districten in de Vietnamese provincie Quảng Nam. Tam Trà heeft ruim 2800 inwoners op een oppervlakte van 97,13 km².

## Geografie en topografie
Tam Trà ligt in het zuidwesten van de huyện. Het grenst aan huyện Trà Bồng van de provincie Quảng Ngãi.